# 茂伊火山口
茂伊火山口(Maui Patera)是木衛一表面一座边缘呈扇贝状的不规则火山坑。其直径约38公里，位于北纬16.61°、西经124.23°处。它取名自曾向“玛胡伊克”(Mafuike)求火的夏威夷半人神“毛伊”(Māui)，1979年被国际天文联合会正式批准接受。
茂伊火山口位于喷发中心茂伊火山的西南，南临欧克西涅山，东北坐落了阿米拉尼火山、而正东方则分布有摩南火山口 、摩南山及阿匹库火山口 。